# Livia Vajda

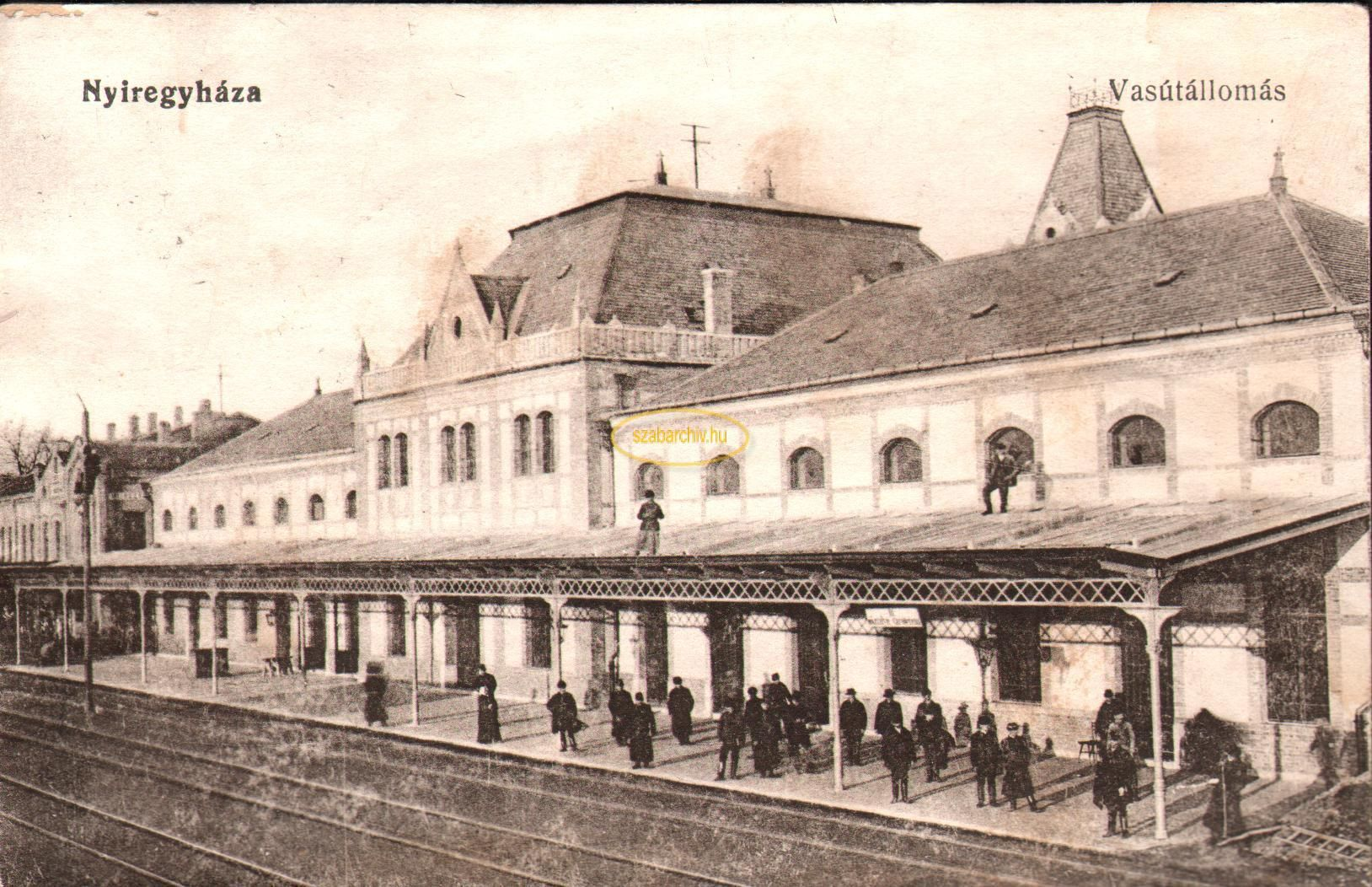
Ancienne gare de Nyíregyháza, 1915

Lívia Vajda, née le 5 mai 1929 à Nyíregyháza en Hongrie et morte le 18 janvier 2011 à Paris, est un peintre expressionniste franco-hongrois.

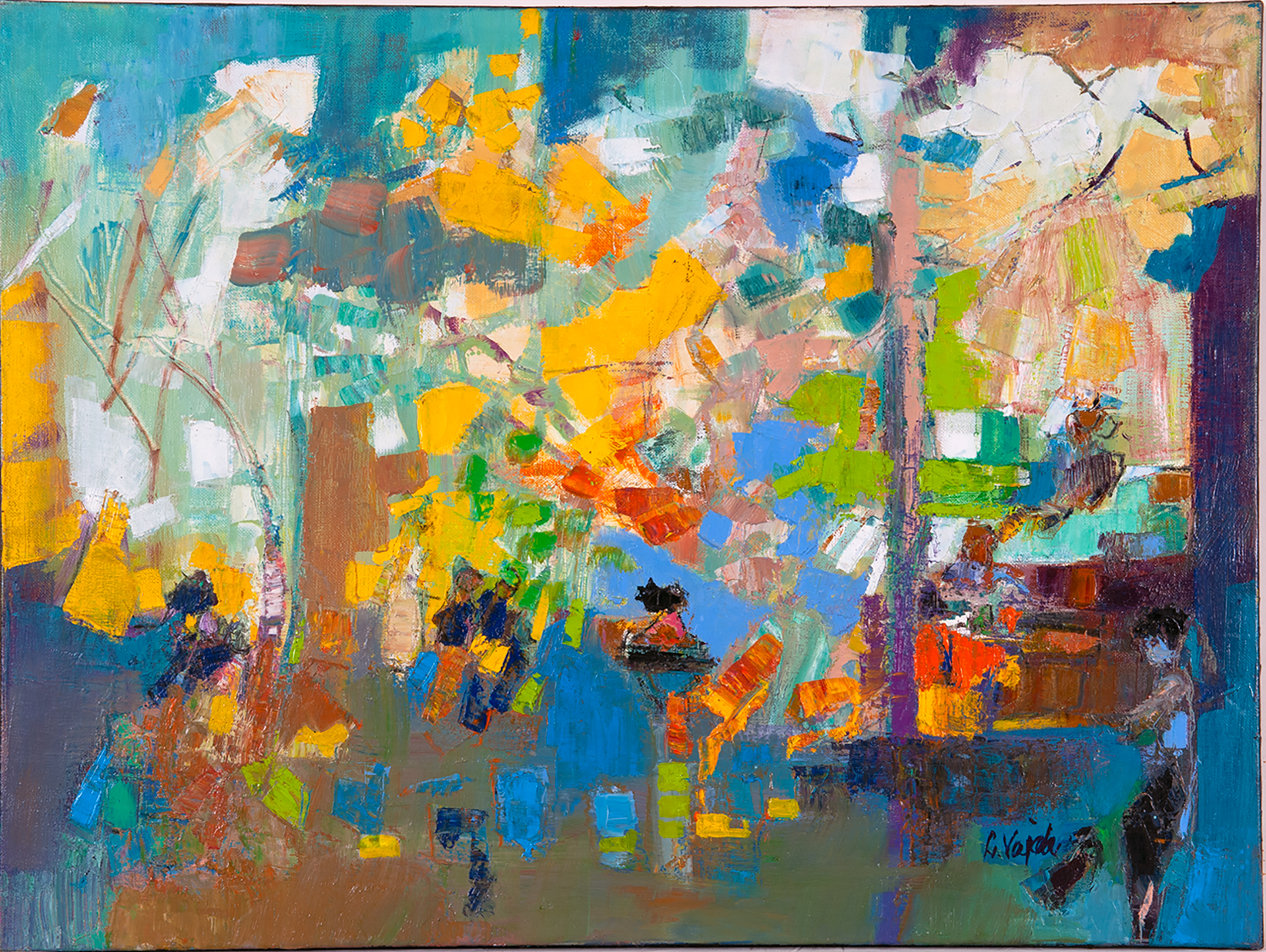
L'Eveil du printemps

## Biographie
Née en 1929 dans une famille juive hongroise, Lívia est la quatrième d'une fratrie de 5 enfants. Ses parents tiennent un magasin de textiles dans cette ville de l'Est du pays. Elle remporte le premier prix d'un concours de dessin de la ville à l'âge de 14 ans. Encore adolescente, elle part suivre des études de dessin à Budapest. Lívia y fréquente une grande Ecole d'Art dénommée l'Atelier (fondée selon le principe pluridisciplinaire du Bauhaus), où elle noue des amitiés pour la vie avec le sculpteur Péter Székely, la dessinatrice (en) Zsuzsa Balkányi, ou encore le graphiste Paul Gabor.
Le 20 mars 1944 elle est arrêtée à Budapest, avec son père, et sont emmenés à la caserne de Kis Tarcsa, puis déportés, au camp d'extermination d'Auschwitz II, à Birkenau, où 434 000 juifs hongrois ont eux-mêmes été déportés. Sur le bras, on lui tatoue le matricule 80524. Sa bonne connaissance de la langue allemande lui permet de se retrouver dans un bureau, où elle recopie des rapports sur la comptabilité macabre du camps, en lettres gothiques,,. Elle fait partie des déportés de la marche de la mort qui suit en 1945, et parvient jusqu'à Ravensbrück. Livia Vajda ne tenait pas à ce qu'on aborde cet épisode de sa vie. Elle préféra toujours que l'on retienne d'elle sa carrière d'artiste peintre.
Après la Libération, elle s’installe à Paris en 1947 mais souffre sporadiquement de dépression. Elle fut hospitalisée, à plusieurs reprises, et, notamment soignée à l'institut psychiatrique d'Epinay-sur-Seine. Pour gagner sa vie, elle exerce différents métiers. Elle se marie en 1948 avec un tapissier, Arnold Gehler, né en Hongrie, dont elle a un enfant, Monique Gehler, née le 27 janvier 1949, date anniversaire de la libération d'Auschwitz. Ils acquièrent, tous trois la nationalité française. Dix ans plus tard ils divorcent.
Dans les années soixante, elle fréquente les peintres de l'Ecole de Paris à Montparnasse. Elle est devenue ce qu'elle souhaitait depuis toujours: artiste peintre dans la ville lumière. «Si je peux vivre une vie normale aujourd'hui, je le dois à la peinture - cela m'a libérée», dit-elle,. Installée avec sa fille, dans un atelier sous verrière près du Pont Neuf, elle rencontre des peintres, des sculpteurs, des écrivains et des poètes.
Dès 1963, elle expose au Salon des Indépendants puis dans une première galerie, la galerie Chassaing sur la rive gauche dans le VIe arrondissement de Paris, puis en Normandie et à Metz. Elle dit alors que son inspiration est expressionniste et est fière d’appartenir à l’École de Paris d’après-guerre. Parallèlement, elle est attirée par l’abstraction dont elle intègre des éléments à ses toiles. Plus tard, Vajda s’installe rue des Plantes puis dans un duplex près du cinéma le Rex sur les Grands Boulevards. En 1966, elle expose au Musée de l'Athénée à Genève.
À partir des années 1970, elle abandonne les métiers alimentaires et s'engage totalement dans l'art: sa peinture les fait vivre, elle et sa fille. La Galerie des Orfèvres sur l’île de la Cité à Paris et la galerie Horizons à Bruxelles la soutiennent,. Par la suite, ses toiles se retrouvent en Australie, à New York. En 1972, l’État belge fait l’acquisition d’une de ses huiles. En 1975, la ville de Malines en Belgique organise une rétrospective de ses œuvres. Une autre rétrospective suivra à l’Hôtel de Ville de Bruxelles, sur la Grand Place, en 1988.
Ses liens grandissant avec la Belgique, Livia Vajda s’installe dans un atelier à Bruxelles en 1991. Son travail au couteau anime ses toiles de couleurs et de lumière et figure « un kaléidoscope aux métamorphoses infinies », écrit le critique Jérôme Garcin qui évoque dans son travail « une poésie radieuse, lumineuse, à la frontière du réel et l’imaginaire »,. Ses thèmes de prédilection: les fêtes, les moments joyeux de la vie et son jeu de couleurs riches séduisent les collectionneurs belges, flamands et wallons. L'auteur-compositeur belge Paul Louka, chantera dans l'un de ses poèmes: «Lívia, mère des couleurs, vous nous offrez un arc-en-ciel de la Hongrie».
Elle se remet au piano sur le tard, et anime des ateliers de peinture pour les enfants défavorisés ou immigrés, ou encore des adultes,.
Elle revient vivre à Paris au bord du bassin de la Villette en 2004, auprès de sa fille, et peint tous les matins dès l'aube.
En 2006, elle retourne momentanément en Hongrie pour exposer à Budapest et à Szentendre.
Livia Vajda meurt en 2011, renversée par un camion, près de chez elle. Quelque années auparavant, elle avait cédé aux souhaits de sa fille, Monique Gehler, en acceptant de lui raconter son passé de déportée juive.
Le livre de sa fille, Un 27 janvier (éditions du Mauconduit), deux films du réalisateur belge Élie Rabinovitch (notamment son portrait filmé intitulé Colors & Livia, en 1996,), ainsi que deux monographies, retracent son parcours. En 2012, une grande exposition posthume lui est consacrée à la mairie du XIXe arrondissement de Paris.
En préparation: deux expositions importantes en Belgique.

## Galerie de tableaux

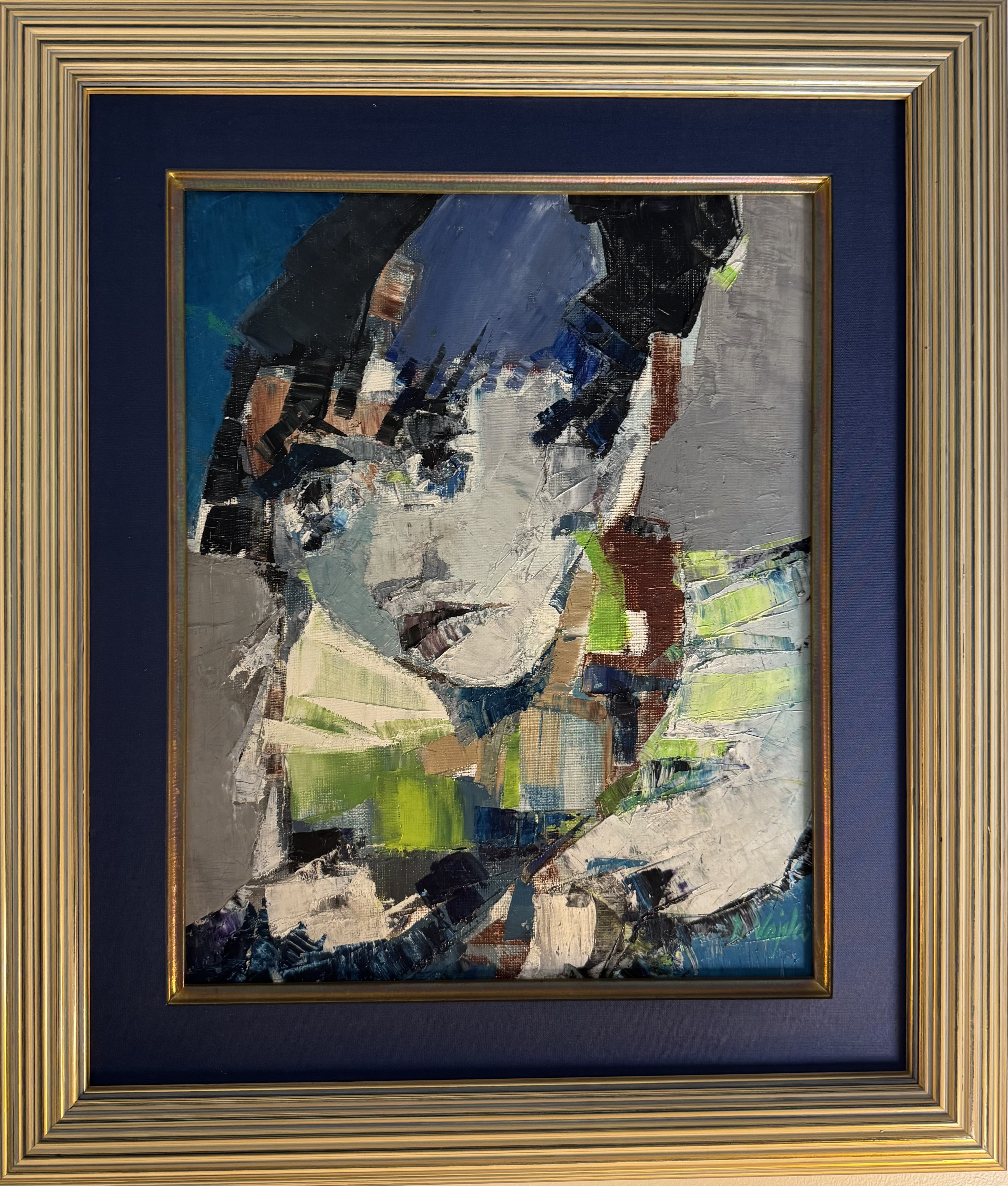
Portrait à l"huile peint dans les années 1990

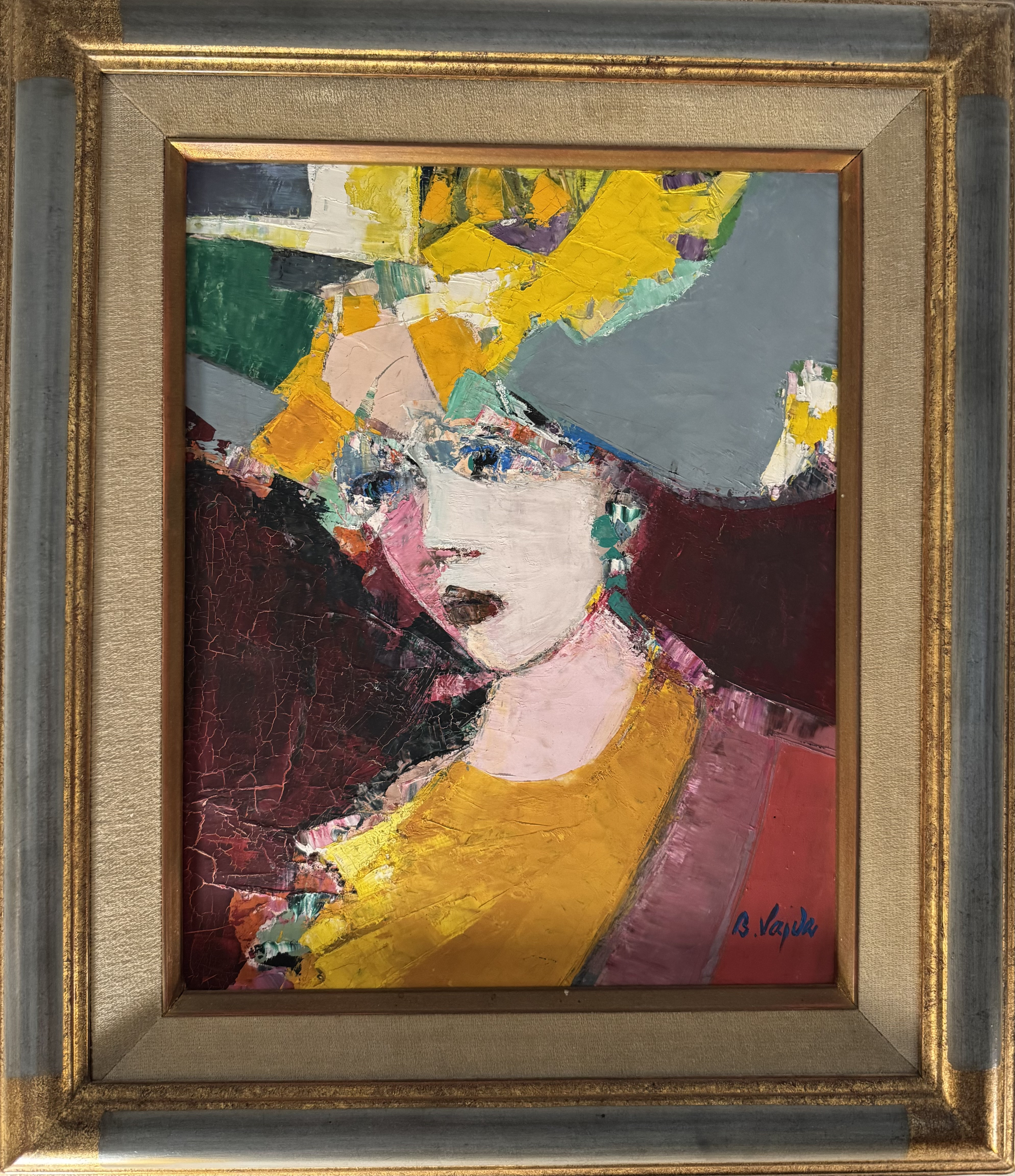
Portrait à l"huile peint dans les années 1990

## Expositions à titre personnel
- 1967 : La Palette Bleue, Paris
- 1968 : Galerie Racines, Bruxelles
- 1969 : Galerie Racines, Bruxelles ; Galerie Gebo, Antwerpen (Belgique)
- 1970 : Galerie des Orfèvres, Paris ; Galerie de Eik, Antwerpen
- 1971 : Museum Leon de Smet, Deurle (Belgique) ; Galerie Racines, Bruxelles ; Galerie des Orfèvres, Paris ; If Galerij, Sint Niklaas (Belgique)
- 1972 : Museum Leon de Smet, Deurle
- 1973 : Galerie des Orfèvres, Paris
- 1974 : Galerie d’Art du Printemps, Paris
- 1975 : Rétrospective, Centre culturel de Malines (Belgique)
- 1977 : Galerie Horizons, Bruxelles
- 1978 : Galerie Ro, Malines
- 1979 : Galerie Horizons, Bruxelles
- 1981 : Galerie Horizons, Bruxelles
- 1982 : Galerie Gorosane, Paris
- 1983 : Galerie Hutse, Bruxelles ; Salle des fêtes, Mêle-sur-Sarthe, France
- 1985 : Maison pour tous, Mortagne-au-Perche
- 1986 : Galerie des Orfèvres, Paris
- 1988 : Galerie Horizons, Bruxelles ; Rétrospective, Hôtel de Ville de Bruxelles
- 1989 : Maison pour tous, Mortagne-au-Perche
- 1990 : Galerie Horizons, Bruxelles
- 1992 : Banque Cera, Bruxelles
- 1994 : Club de l’Événement du Jeudi, Paris
- 2006 : Szentendre (Hongrie)
- 2012 : mairie du XIXe arrondissement